# Fran Drescher
Francine Joy "Fran" Drescher (født 30. september 1957 i Kew Gardens Hills, Queens i New York) er en amerikansk film- og tv-skuespiller, komiker, manuskriptforfatter, instruktør, producent, forfatter, sanger, talkshow-vært, politisk lobbyist og sundhedsaktivist.
Drescher havde sin skærmdebut med en lille rolle i blockbuster filmen Saturday Night Fever fra 1977 før hun optrådte i film som f.eks biografien American Hot Wax (1978), og Wes Cravens skrækfilm Summer of Fear (1978). I 1980'erne fik hun anerkendelse som komisk skuespiller i filmene The Hollywood Knights (1980), Doctor Detroit (1983), This Is Spinal Tap (1984), og UHF (1989), mens hun etablerede en tv-karriere med gæsteoptræden i flere serier. I 1991 tiltrak Drescher sin første ledende rolle i den kortlivede CBS-sitcom Prinsesser og i 1993 opnåede hun større berømmelse som Fran Fine i sin egen sitcom Alletiders barnepige (1996–99), som nominerede Drescher til to Emmy Awards og to Golden Globe Awards for bedste kvindelige hovedrolle i en komedie tv-serie mens showet kørte. Hun modtog yderligere anerkendelse for sine forestillinger i Jack (1996) og The Beautician and the Beast (1997).
Som overlevende efter livmoderkræft er Drescher en åbenhjertig fortaler for offentlige sundhedsydelser, og er kendt for sit arbejde som Public Diplomacy-udsending for Women's Health Issues for det amerikanske udenrigsministerium. Drescher er skilt fra forfatter og producer Peter Marc Jacobson, og hun bor i øjeblikket i Malibu i Californien.